# Euthera rieki
Euthera rieki är en tvåvingeart som beskrevs av Paramonov 1953. Euthera rieki ingår i släktet Euthera och familjen parasitflugor. Inga underarter finns listade i Catalogue of Life.